# Gerard Bond
Gerard Clark Bond (* 20. Mai 1940 in Altus (Oklahoma); † 29. Juni 2005 in Bronx, New York) war ein US-amerikanischer Geologe, der am Lamont-Doherty Earth Observatory forschte.

## Leben
Bond war der Ansicht, dass während des Holozäns Änderungen in der Sonnenaktivität Klimaschwankungen mit einer etwa 1500-jährigen Periode auslösten. Die zyklischen Ereignisse wurden nach ihm als Bond-Ereignisse benannt. Im Jahr 2003 wurde er mit der Maurice Ewing Medal der American Geophysical Union geehrt. Er verstarb im Alter von 65 Jahren an einer Karzinoid-Erkrankung.